# Mawsonia (visgeslacht)
Mawsonia is een geslacht van uitgestorven coelacanthe vissen. Het is een van de grootste van alle coelacanthen, met één quadratum (specimen DGM 1.048-P) dat mogelijk toebehoort aan een individu met een lengte van 5,3 meter. Het leefde in zoetwater en brakke omgevingen van het Laat-Jura tot het Midden-Krijt (Tithonien tot Cenomanien, ongeveer 152 tot 96 miljoen jaar geleden) van Zuid-Amerika, oostelijk Noord-Amerika en Afrika.

## Naamgeving
Het geslacht werd benoemd door Arthur Smith Woodward in 1907, op basis van exemplaren gevonden in het Vroeg-Krijt (Hauterivien) in de oude Ilhas-groep van Bahia, Brazilië. De geslachtsnaam eert de spoorwegingenieur Joseph Mawson, welke de eerste fossielen vond.
Fossielen zijn gevonden op drie continenten; in Zuid-Amerika zijn ze gevonden in de Bahia Group, Romualdo, Alcântara, Brejo Santo en Missão Velha-formaties van Brazilië, en de Tacuarembóformatie van Uruguay. In Afrika zijn ze bekend van de Continentale Intercalaire van Algerije en Tunesië, de Ain el Guettar-formatie van Tunesië, de Kem Kem-groep van Marokko en het Babouri Figuil-bekken van Kameroen, variërend van het Laat-Jura tot het vroege Laat-Krijt. Fossielen die aan Mawsonia zijn toegewezen, zijn ook gevonden in de Woodbineformatie in Texas, toen een deel van het eilandcontinent Appalachia.
De typesoort is Mawsonia gigas, benoemd en beschreven in 1907. Sindsdien zijn er talloze verschillende soorten beschreven. Mawsonia brasiliensis, Mawsonia libyca, Mawsonia minor en Mawsonia ubangiensis zijn allemaal voorgesteld als synoniemen van Mawsonia gigas, hoewel Léo Fragoso's proefschrift over mawsoniiden uit 2014 vindt dat Mawsonia brasiliensis geldig is en waarschuwt ervoor om Mawsonia minor niet zonder verder onderzoek als synoniemen te beschouwen. Verschillende recente publicaties beschouwen Mawsonia brasiliensis ook als geldig. Hoewel aanvankelijk werd aangenomen dat het tot dit geslacht behoorde, verwijst Mawsonia lavocati hoogstwaarschijnlijk naar Axelrodichthys.

## Beschrijving
De vis heeft zes vinnen: twee aan de bovenkant van het lichaam, twee aan de zijkanten, één aan het uiteinde van zijn staart en één aan de onderkant van zijn staart. In plaats van tanden te hebben, was de binnenkant van de mond bedekt met kleine (een tot twee millimeter) tandjes. Het bereikte een lengte van ten minste 3,5 meter, hoewel één exemplaar mogelijk meer dan vijf meter was, alleen geëvenaard door de verwante Trachymetopon.

## Ecologie
Mawsonia was inheems in zoetwater- en brakke ecosystemen. Het dieet van Mawsonia en hun voedingsmechanisme is onzeker. Er is gesuggereerd dat de denticula werden gebruikt om organismen met harde schaal te pletten (durofagie) of dat de prooi in zijn geheel werd doorgeslikt met behulp van zuigvoeding.